# A Well Respected Man/Milk Cow Blues
A Well Respected Man/Milk Cow Blues è un singolo del gruppo rock britannico The Kinks.

## Tracce
1. A Well Respected Man – 2:38 (Ray Davies)
2. Milk Cow Blues – 3:41 (Sleepy John Estes)

Durata totale: 6:19

## I brani
Il brano principale, A Well Respected Man, era già stato pubblicato nel 1965 in Gran Bretagna sull'EP Kwyet Kinks e, come singolo, negli USA con il brano "Such a Shame" come lato B dove raggiunse la tredicesima posizione in classifica. Musicalmente, il brano  segna l'inizio delle nuova fase compositiva di Ray Davies e dell'ampliamento stilistico del gruppo, che iniziò ad attingere dal music hall tradizionale britannico (stile che si svilupperà pienamente nelle successive Dedicated Follower of Fashion e Mister Pleasant). Liricalmente, la canzone è notevole in quanto primo esempio di scrittura nel quale Ray Davies faccia riferimento a temi quali il sistema sociale britannico con le sue diverse classi sociali. Inoltre, la traccia offre un commento satirico sulle abitudini e i pregiudizi della borghesia inglese, sferzando l'ipocrisia che si nasconde dietro il disperato tentativo di alcune persone di mantenere, nonostante tutto, una certa decorosa "rispettabilità" agli occhi degli altri.
Davies compose la canzone basandosi su un'esperienza negativa che aveva avuto con dei ricchi benestanti dell'alta borghesia inglese che alloggiavano nel suo stesso albergo di lusso nel 1965. Egli volle mettere in ridicolo le convinzioni piccolo-borghesi di questa gente, così convinta di essere rispettabile, meritevole di rispetto, e superiore agli altri.
A seguito del successo riscosso da Dedicated Follower of Fashion, A Well Respected Man venne anch'essa pubblicata su singolo nel resto d'Europa nel marzo 1966.
A Well Respected Man è una delle tre canzoni dei Kinks, insieme a You Really Got Me e Lola, ad essere stata inserita nella lista 500 Songs That Shaped Rock and Roll compilata dalla Rock and Roll Hall of Fame.

## Riferimenti nella cultura di massa
- La canzone è contenuta nel film del 2007 Juno e nel film del 2010 Amore & altri rimedi con Anne Hathaway.
- Il brano è stato inserito durante i titoli di coda del film biografico su Peter Sellers del 2004 Tu chiamami Peter, delle serie televisive Criminal Minds (nella puntata Normal), Supernatural (episodio It's A Terrible Life), e Homicide: Life on the Street (episodio Colors).

## Cover
- Un uomo rispettabile, versione dei The Pops